# Gráficos estadísticos
Los gráficos estadísticos, también conocidos como técnicas gráficas, son gráficos en el campo de las estadísticas que se utilizan para visualizar datos cuantitativos. Los métodos estadísticos gráficos tienen 4 objetivos:
- La organización espacial en los siglos XVII y XVIII.
- Comparación discreta en el siglo XVIII y principios del XIX.
- Distribución continua en el siglo XIX.
- Distribución multivariada y correlación a finales del siglo XIX y XX.

## Visión general
Mientras que las estadísticas y los procedimientos de análisis de datos generalmente producen su salida en forma numérica o tabular, las técnicas gráficas permiten que dichos resultados se muestren en algún tipo de forma pictórica. Incluyen gráficos como gráficos de dispersión, histogramas, gráficos de probabilidad, gráficos de espagueti, gráficos de residuos, gráficos de caja, gráficos de bloques y biplots.
El análisis de datos exploratorios (EDA) se basa en gran medida en tales técnicas. También pueden proporcionar información sobre un conjunto de datos para ayudar con las suposiciones de prueba, la selección del modelo y la validación del modelo de regresión, la selección del estimador, la identificación de la relación, la determinación del efecto factorial y la detección de valores atípicos. Además, la elección de gráficos estadísticos apropiados puede proporcionar un medio convincente para comunicar el mensaje subyacente que está presente en los datos a otros.
Si uno no está usando gráficos estadísticos, entonces está perdiendo información sobre uno o más aspectos de la estructura subyacente de los datos.

## Historia
Los gráficos estadísticos han sido fundamentales para el desarrollo de la ciencia y la fecha de los primeros intentos para analizar datos. En el siglo XVIII se utilizaron muchas formas familiares, que incluyen diagramas bivariados, mapas estadísticos, gráficos de barras y papel de coordenadas. Gráficos estadísticos desarrollados a través de la atención a cuatro problemas:
Desde la década de 1970, los gráficos estadísticos han vuelto a aparecer como una herramienta analítica importante con la revitalización de los gráficos por computadora y las tecnologías relacionadas.

## Ejemplos

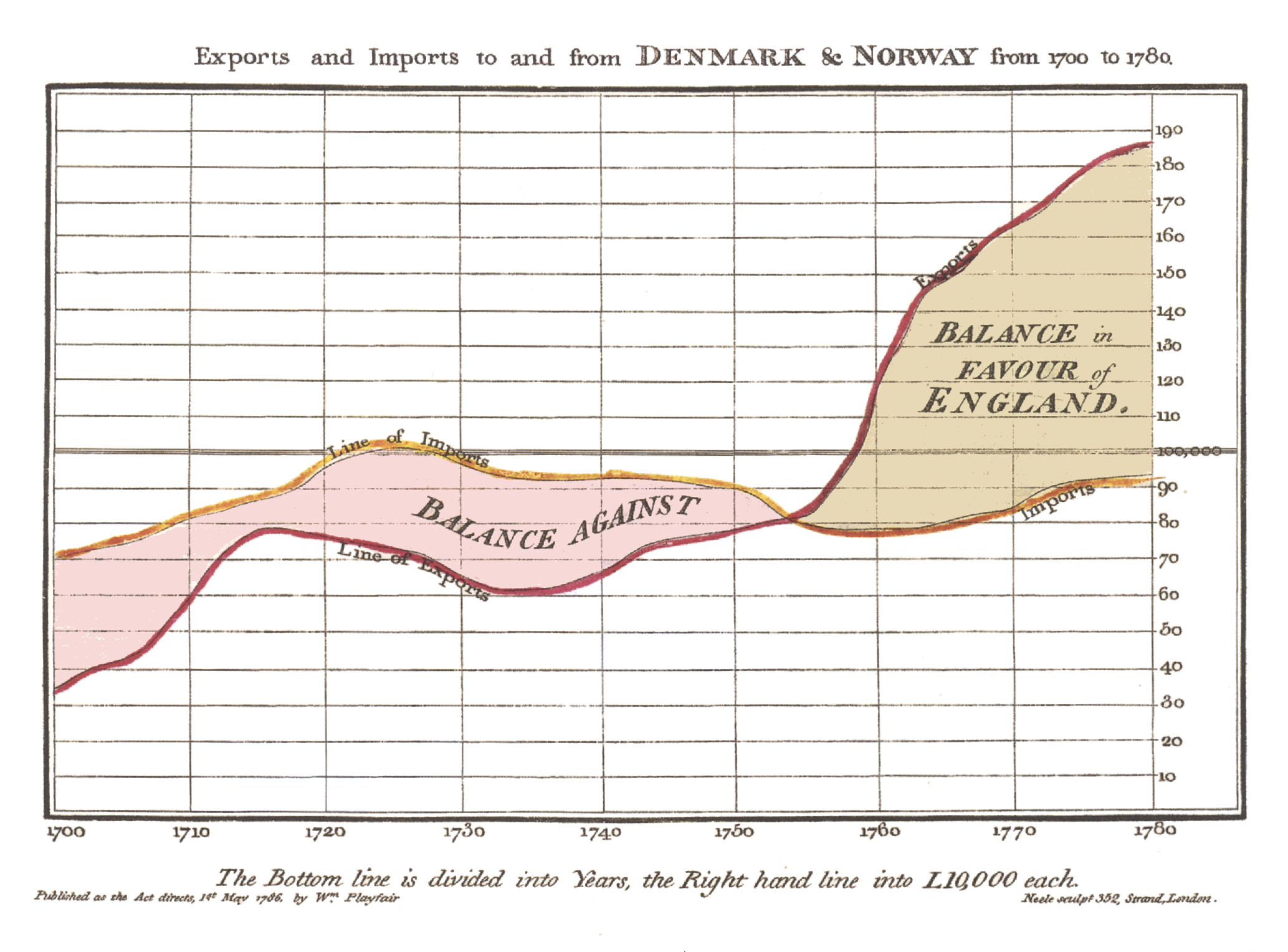
El gráfico de series de tiempo de la balanza comercial de William Playfair, publicado en su Atlas Comercial y Político, 1786.

Mapa del cólera de John Snow en estilo punto, 1854.

Gráficos famosos fueron diseñados por: 
- William Playfair que produjo lo que podría llamarse los primeros gráficos línea, barra, pastel y de área . Por ejemplo, en 1786 publicó el conocido diagrama que representa la evolución de las importaciones y exportaciones de Inglaterra,[3]
- Florence Nightingale, quien utilizó gráficos estadísticos para persuadir al gobierno británico de mejorar la higiene del ejército,[4]
- John Snow, quien planificó las muertes por cólera en Londres en 1854 para detectar la fuente de la enfermedad[5] y
- Charles Joseph Minard, quien diseñó una gran cartera de mapas, de los cuales es el más conocido el que representa la campaña de Napoleón en Rusia .[6]

## Otras lecturas
- W.S. Cleveland (1993). Visualizing Data. Summit, NJ, USA: Hobart Press. ISBN 0-9634884-0-6.  W.S. Cleveland (1993). Visualizing Data. Summit, NJ, USA: Hobart Press. ISBN 0-9634884-0-6.  W.S. Cleveland (1993). Visualizing Data. Summit, NJ, USA: Hobart Press. ISBN 0-9634884-0-6.
- W.S. Cleveland (1994). The Elements of Graphing Data. Summit, NJ, USA: Hobart Press. ISBN 0-9634884-1-4.  W.S. Cleveland (1994). The Elements of Graphing Data. Summit, NJ, USA: Hobart Press. ISBN 0-9634884-1-4.  W.S. Cleveland (1994). The Elements of Graphing Data. Summit, NJ, USA: Hobart Press. ISBN 0-9634884-1-4.
- Paul J. Lewi (2006). Speaking of Graphics.
- Edward R.Tufte (2001). The Visual Display of Quantitative Information (2nd edición). Cheshire, CT, USA: Graphics Press. ISBN 0-9613921-4-2.  Edward R.Tufte (2001). The Visual Display of Quantitative Information (2nd edición). Cheshire, CT, USA: Graphics Press. ISBN 0-9613921-4-2.  Edward R.Tufte (2001). The Visual Display of Quantitative Information (2nd edición). Cheshire, CT, USA: Graphics Press. ISBN 0-9613921-4-2.
- Edward R. Tufte (1992). Envisioning Information. Cheshire, CT, USA: Graphics Press. ISBN 0-9613921-1-8.  Edward R. Tufte (1992). Envisioning Information. Cheshire, CT, USA: Graphics Press. ISBN 0-9613921-1-8.  Edward R. Tufte (1992). Envisioning Information. Cheshire, CT, USA: Graphics Press. ISBN 0-9613921-1-8.